# فرودگاه کامپتون/وودلی
فرودگاه کامپتون/وودلی (به انگلیسی: Compton/Woodley Airport) یک فرودگاه همگانی بهره‌برداری هوایی با کد یاتا CPM است که یک باند فرود آسفالت دارد و طول باند آن ۱۰۱۳ متر است. این فرودگاه در شهر کامپتون، کالیفرنیا کشور ایالات متحده آمریکا قرار دارد و در ارتفاع ۳۰ متری از سطح دریا واقع شده‌است.